# I ragazzi del fiume
I ragazzi del fiume (River's Edge) è un film thriller del 1987 diretto da Tim Hunter, con Crispin Glover, Keanu Reeves, Ione Skye, Daniel Roebuck, Danyi Deats e Dennis Hopper.

## Trama
Un gruppo di liceali scopre che sono in presenza di un assassino. Uno di loro, Samson, ha ucciso, senza apparente motivo, la sua ragazza Jamie. Il ragazzo si vanta con i suoi amici di averla uccisa. Nessuno gli crede e tutti pensano ad uno scherzo. Lui li porta lungo il fiume dove la fanciulla giace nuda. Quando scoprono che sta dicendo la verità, le loro reazioni variano. Layne, il leader autoproclamato del gruppo, è intenzionato a tenere segreto l'omicidio e a proteggere Samson, mentre il resto del gruppo (Matt, Clarissa, Maggie e Tony) vuole andare dalla polizia.
Il fratello dodicenne di Matt, Tim, è a conoscenza del corpo, perché lo aveva notato mentre buttava nel fiume la bambola della sorellina per farle un dispetto. Sa anche che uno dei cinque amici ha tradito Samson denunciandolo alla polizia. Scoprirà poi che è stato suo fratello, e andrà su tutte le furie minacciandolo di morte.
Layne scopre che la polizia sta dando la caccia all'assassino, decide quindi di nascondere Samson a casa di Feck, uno squilibrato che convive con una bambola gonfiabile e non si muove da casa da venti anni perché crede di essere braccato per l'omicidio di una ragazza che amava. Layne lascia quindi Samson da Feck e va dagli amici in cerca di soldi per la fuga. I due dopo un po' lasciano la casa e Samson svaligia un'armeria dove prende dei proiettili per la pistola di Feck. Andranno lungo il fiume, Feck sparerà in testa a Samson.

## Riconoscimenti
- 1988 - Independent Spirit Awards
  - Miglior film
  - Miglior sceneggiatura